# Magnolia salicifolia
Espèce
Statut de conservation UICN

 LC  : Préoccupation mineure
Magnolia salicifolia est une espèce de plantes à fleurs de la famille des Magnoliacées. C'est un arbre originaire du Japon.

## Description

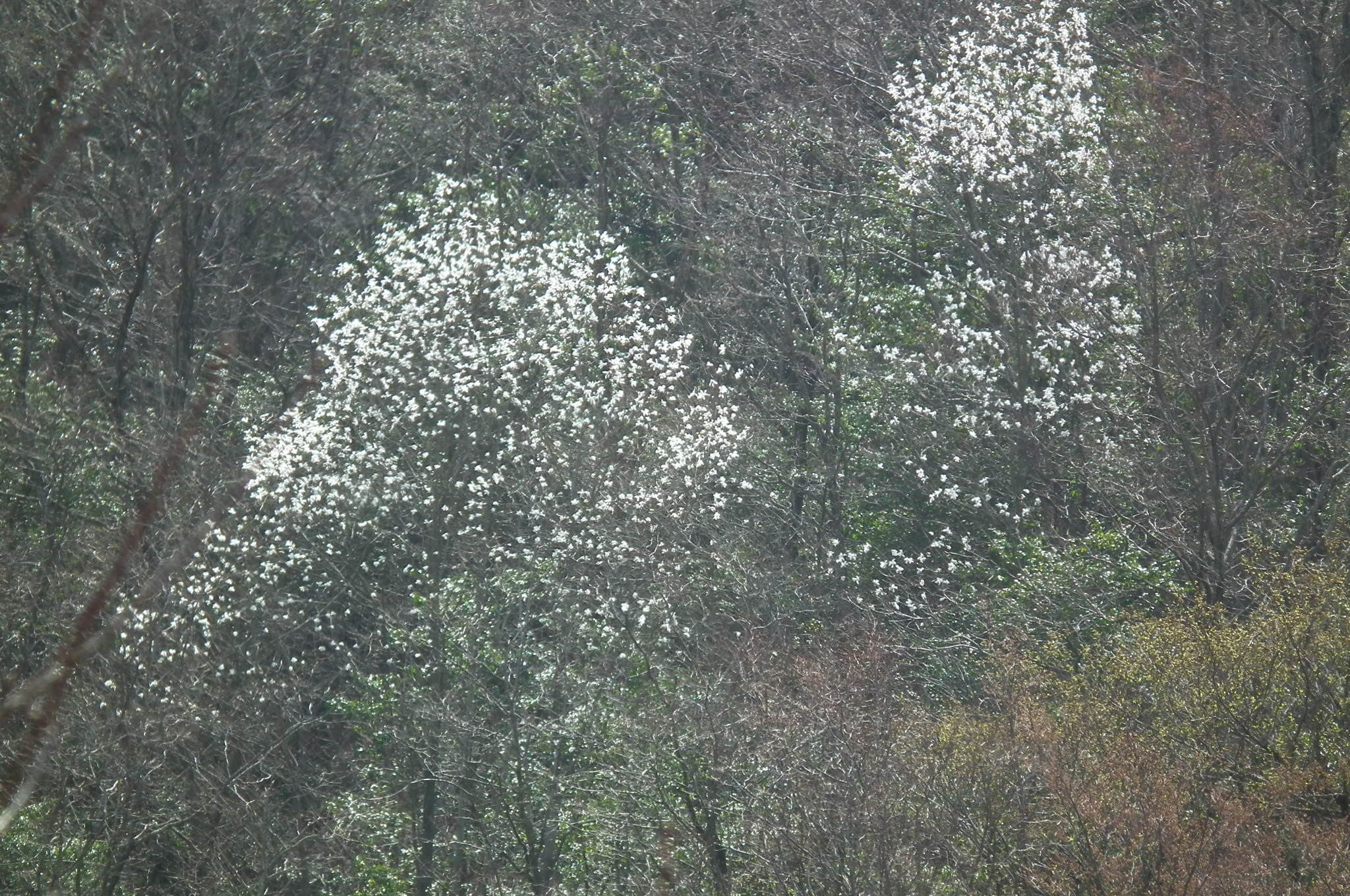

C'est un arbre.

## Répartition et habitat
Cette espèce est originaire des îles de Honshu, Kyushu et Shikoku au Japon. Elle est aujourd'hui cultivée ailleurs dans le monde.

## Liste des variétés et formes
Selon World Checklist of Selected Plant Families (WCSP) (30 décembre 2013) :
- Magnolia salicifolia (Siebold & Zucc.) Maxim. (1872)

Selon Tropicos (30 décembre 2013) (Attention liste brute contenant possiblement des synonymes) :
- variété Magnolia salicifolia var. concolor (Miq.) Maxim.
- forme Magnolia salicifolia fo. fasciata Rehder